# Isochaetes
Isochaetes is een geslacht van vlinders van de familie slakrupsvlinders (Limacodidae).

## Soorten
- I. ashtabel Dyar, 1927
- I. beutenmuelleri (Edwards, 1887)
- I. cupreitincta Hering & Hopp
- I. hahneli (Hering & Hopp, 1927)
- I. marinna (Dyar, 1906)
- I. rufescens (Schaus, 1920)